# Katarzyna Sokólska
Katarzyna Sokólska (* 23. August 1993 in Białystok) ist eine polnische Leichtathletin, die sich auf den Sprint spezialisiert hat.

## Sportliche Laufbahn
Erste internationale Erfahrungen sammelte Katarzyna Sokólska im Jahr 2010, als sie bei den Juniorenweltmeisterschaften im kanadischen Moncton mit der polnischen 4-mal-100-Meter-Staffel mit 45,54 s im Vorlauf ausschied. Im Jahr darauf belegte sie bei den Junioreneuropameisterschaften in Tallinn in 45,05 s den fünften Platz mit der Staffel und auch bei den Juniorenweltmeisterschaften 2012 in Barcelona wurde sie in 44,95 s Vierte mit der polnischen Mannschaft. 2015 schied sie bei den U23-Europameisterschaften in Tallinn im 100-Meter-Lauf mit 11,92 s in der ersten Runde aus, während sie mit der Staffel in 44,54 s den fünften Platz belegte. Bei den IAAF World Relays 2019 in Yokohama kam sie im Vorlauf nicht ins Ziel und 2021 vertrat sie ihr Land bei den Halleneuropameisterschaften im heimischen Toruń, kam dort im 60-Meter-Lauf mit 7,46 s aber nicht über die Vorrunde hinaus. Anfang Mai wurde sie dann bei den World Athletics Relays im heimischen Chorzów in 44,10 s Zweite mit der 4-mal-100-Meter-Staffel hinter dem Team aus Italien.
In den Jahren 2013 und 2019 wurde Sokólska polnische Meisterin in der 4-mal-100-Meter-Staffel.

## Persönliche Bestzeiten
- 100 Meter: 11,53 s (+1,9 m/s), 25. Mai 2019 in Łódź
  - 60 Meter (Halle): 7,30 s, 29. Februar 2020 in Toruń
- 200 Meter: 24,07 s (−0,7 m/s), 28. Juli 2020 in Toruń
  - 200 Meter (Halle): 25,47 s, 28. Januar 2011 in Spała